# 蔣固
蔣固（1899年—1952年），字柏聞，湖南省安化縣今梅城鎮共裕村人，曾任立法院第一屆立法委員。

## 經歷[1]
- 湖南高等工業學堂畢業。
- 曾任浙江公路局助理工程師、杭(杭州)良(良渚)段工程處主任、國民革命軍第四軍政治部少校文書股長、第五路軍總指揮部交通處中校科長。
- 後回安化，任二區高小校長，兼任安化縣師國文教員。旋選為安化縣參議員。不久，任湖南省自治調查委員、黨務視察員。
- 民國17年（1928年），任中國國民黨湖南省黨部幹事及監察委員會委員，旋任澧縣縣長。卸任後，回縣任抗日自衛團銄械委員會主任，兼任英武中學教員和黎明小學董事長。
- 民國35年（1946年），當選為湖南省參議員。
- 民國37年（1948年），程潛主湘政，蔣固任省田糧處處長，深得程潛器重。
- 民國卅七年（1949年），遞補當選湖南省第七選區第一屆立法委員[2]。
  - 同年，潛道重慶，擬去港台。經程潛勸回湖南，旋同去京。蔣乃寓居北京，經營雨傘生意度日。
- 1952年，公布懲治反革命條例後，投水自溺。